# Catharus bicknelli
Catharus bicknelli là một loài chim trong họ Turdidae.

## Hình ảnh